# Vuelo 007 de Avensa
El vuelo 007 de Avensa, conocido como el vuelo madrugador, era un vuelo que cubría la ruta Caracas - Barquisimeto, que se salió de la pista de aterrizaje del Aeropuerto Internacional Jacinto Lara, y explotó después del aterrizaje el 11 de marzo de 1983. 22 pasajeros y la azafata Isaura Arias murieron y 27 personas sobrevivieron con heridas graves.

## Aeronave y tripulación de vuelo
La aeronave empleada en el vuelo 007 fue un DC-9-32 que llevaba 16 años de servicio con Avensa para 1983.
La tripulación estaba conformada por el capitán José Manuel Albornoz, el primer oficial Vicente Russo y las azafatas Isaura Arias, Lobalice Durán y Zulenia Flores. Del grupo el capitán Albornoz y el primer oficial Russo fueron acusados por la justicia venezolana por desastre culposo y negligencia y condenados a 15 años de cárcel y a la suspensión de la licencia de vuelo, mientras que la azafata Isaura Arias falleció en el accidente.

## Pasajeros notables
- Luis Enrique Arias, comentarista deportivo de Venezolana de Televisión (fallecido en el siniestro).

- Germán Lairet, diputado del partido Copei (sobreviviente).

- Oscar Martínez, animador de televisión.

## Accidente
El DC-9 estaba realizando su aproximación y descenso al Aeropuerto Internacional Jacinto Lara de Barquisimeto cuando se topó con una densa niebla allí. El avión aterrizó, se salió de la pista de aterrizaje, lo que causó el desprendimiento del tren de aterrizaje delantero y explotó poco después. La parte delantera del fuselaje queda totalmente calcinada con el impacto y la puerta delantera queda pegada al fuselaje del avión, impidiendo así la evacuación de la aeronave siniestrada.
El capitán Albornoz escapa por una ventanilla de la cabina de mando, salvando así su vida, pero la azafata Isaura Arias no contó con suerte, pues murió junto con 22 pasajeros a bordo.

## Investigación
La causa del accidente fue atribuida a las decisiones inapropiadas que tomaron los pilotos para el momento del aterrizaje y la supervisión inadecuada del vuelo.
Como consecuencia el capitán Albornoz y el primer oficial Russo fueron acusados de negligencia y desastre culposo por la justicia venezolana y condenados a 15 años de cárcel, así como la suspensión de sus licencias de vuelo.

## Reseña televisiva
El 23 de febrero de 2008 este accidente fue reseñado en el micro Historia de accidentes aéreos en Venezuela del canal Globovisión, con motivo del accidente del vuelo 518 de Santa Bárbara Airlines.

## Similitud con otros accidentes
- El 24 de junio de 1975 el vuelo 66 de Eastern Airlines, un Boeing 727, se estrelló en su aproximación final al Aeropuerto Internacional John F. Kennedy de Nueva York. 113 personas a bordo murieron y 11 sobrevivieron. El accidente fue causado por vientos de cola fuertes producto de una tormenta eléctrica.

- El 2 de agosto de 1985 el vuelo 191 de Delta Airlines, un Lockheed L-1011 Tristar, se estrelló contra un tanque de agua cercano a la pista de aterrizaje 23L, en medio de una tormenta eléctrica. 137 personas murieron en este accidente y 27 sobrevivieron.

- El 1° de junio de 1999, el vuelo 1420 de American Airlines se estrelló en el Aeropuerto de Little Rock, Arkansas luego de aterrizar en condiciones meteorológicas adversas. Al igual que el vuelo 191, el MD-82 que realizaba este vuelo fue afectado por vientos cruzados al aproximarse a la pista de aterrizaje.